# Polímero isolante
Os polímeros isolantes representam a grande maioria dos materiais englobados no grupo dos polímeros.
A baixa quantidade de partículas subatômicas nessas macromoléculas causa uma forte adesão entre os elétrons e núcleos atômicos e, consequentemente, as cargas elétricas possuem uma maior dificuldade para transitar por esses corpos. Esta propriedade é conhecida como capacidade isolante, e assim se batizou o grupo.

## Capacidade isolante de um polímero
Assim como qualquer outro material isolante elétrico, sua capacidade de resistir a uma carga elétrica é medida a partir do CTI (do inglês, Comparative Tracking Index), em uma correlação direta (quanto maior o CTI, maior a capacidade isolante).
Este teste é realizado a partir da exposição do material a uma única gota de um líquido condutor contaminante a cada 30 segundos. Assim, atingindo o líquido a diferentes voltagens, o processo é repetido de forma com que se registre quantas gotas do líquido foram necessárias para que ocorra o trilhamento elétrico - fenômeno da degradação superficial permanente de materiais isolantes quando expostos a altas voltagens, as quais criam "caminhos" semicondutores carbonizados -.
Normalmente, as condições do teste não reproduzem as condições às quais os materiais estarão expostos quando utilizados em suas reais funções. Na verdade, o CTI fornece uma forma inicial de julgar a aptidão do material em uma dada aplicação.